# Thibaut de Cepoy
Thibaut ou Thybault de Cepoy, sire de Chepoix (né vers 1270, mort en 1311 ou 1312), est un seigneur de Picardie devenu l'un des grands capitaines du règne de Philippe IV le Bel.
Il est aussi connu pour avoir contribué à l'achèvement du Livre de Marco Polo, dont son fils Jean fut l'éditeur en France.

## Carrière militaire

Blason de la famille de Cepoy.

Fils de Jean de Chepoy, qui avait pris part à l'expédition contre le comte de Foix en 1272, Thibaut est d'abord écuyer et valet du roi, puis passe au service de son frère, Robert II d'Artois. Avec lui il part en 1296 en Gascogne pour combattre les Anglais, où il est placé à la tête d’un corps de l'armée et s'y distingue lors du siège de Saint-Macaire par une résistance héroïque qui empêcha les Anglais de conquérir la place. Il participe aussi à la victorieuse bataille de Bonnegarde, où les Français tendent une embuscade aux Anglais qui anéantit leur armée.
L'année suivante, il suit Robert d'Artois en Flandre où il participe à la guerre de Flandre et contribue à la victoire de Furnes. Il est encore en Flandre en 1303, où il est chargé de la garde de la frontière française.
En 1291, Philippe le Bel le députe comme sénéchal à Agen. Vers 1301 il passe au service d'un autre frère du roi, Charles de Valois, qui l'envoie à Venise (1306-1308) puis en Grèce (1308-1310) comme capitaine (avec possiblement le titre d'amiral de France) pour tenter de reprendre le trône de Constantinople. Mais il échoue à prendre le contrôle de la compagnie Catalane qui devait être le levier de cette conquête.
Il passe ensuite au service d'un autre frère du roi, Charles de Valois, comme capitaine (avec possiblement le titre d'amiral de France) lors d'une campagne en Grèce pour tenter de reprendre le trône de Constantinople, entre 1308 et 1310. Mais s'il parvint à se faire reconnaître pendant un moment chef de la compagnie Catalane, qui devait être le levier de cette conquête, en fait il échoua à en prendre le contrôle et dut rentrer en France,.
À l'occasion de son séjour en Italie (1306-1308), on apprend, d'une part qu'il possédait le château de Corigliano d'Otranto dans les Pouilles, et d'autre part qu'il rencontra Marco Polo à Venise en 1307, où il fit copier son Livre — copie à l'origine de la rédaction achevée, en français correct, et source de « la plus belle famille de manuscrits marcopoliens que nous possédions aujourd’hui ».
Thibaut de Cepoy a été élevé au rang de grand-maître des arbalétriers de France en 1304. On trouve un portait de lui à la Bibliothèque historique de la Ville de Paris, dessiné d'après un tableau de la ‘salle des Amiraux, des Connétables, des Maréchaux et des Guerriers célèbres’ des Galeries historiques de Versailles.